# Chesippus notialis
Chesippus notialis là một loài ruồi trong họ Tachinidae.